# 1 Dywizja Ciężkiej Kawalerii
1 Dywizja Ciężkiej Kawalerii, franc. 1re division de grosse cavalerie – jedna z dywizji w strukturze organizacyjnej Wielkiej Armii I Cesarstwa Francuskiego. Wchodziła w skład Korpusu Kawalerii Rezerwowej. Brała udział w wojnach napoleońskich, m.in. w bitwie pod Austerlitz (1805).
Jej dowódcą był gen. dyw. Nansouty.

## Skład w bitwie pod Austerlitz
- Brygada gen. bryg. Pistona
  - 1 Pułk Karabinierów
    - 1 szwadron
    - 2 szwadron
    - 3 szwadron

  - 2 Pułk Karabinierów
    - 1 szwadron
    - 2 szwadron
    - 3 szwadron
- Brygada gen. bryg. La Houssaye'a
  - 2 Pułk Kirasjerów
    - 1 szwadron
    - 2 szwadron
    - 3 szwadron

  - 9 Pułk Kirasjerów
    - 1 szwadron
    - 2 szwadron
    - 3 szwadron
- Brygada gen. bryg. Saint-Germain
  - 3 Pułk Kirasjerów
    - 1 szwadron
    - 2 szwadron
    - 3 szwadron

  - 12 Pułk Kirasjerów
    - 1 szwadron
    - 2 szwadron
    - 3 szwadron